# Linia Lahtinsko-Pravoberejnaia
Linia Lahtinsko-Pravoberejnaia  (în limba rusă: Лахтинско-Правобережная линия) —  este a patra linie de metrou din Sankt Petersburg. Linia a fost deschisă la 30 decembrie 1985.  
| Liniile metroului din Sankt Petersburg |                          |  |                          |  |                              |
|                                        | Kirovsko-Vîborgskaia     |  | Moscovsko-Petrogradskaia |  | Nevsko-Vasileostrovskaia     |
|                                        | Lahtinsko-Pravoberejnaia |  | Frunzensko-Primorskaia   |  | Krasnoseliskaia-Kalininskaia |
|                                        | Koltsevaia               |  | Admiralteisko-Ohtinskaia |  |                              |